# Johann Gotthelf Fischer von Waldheim

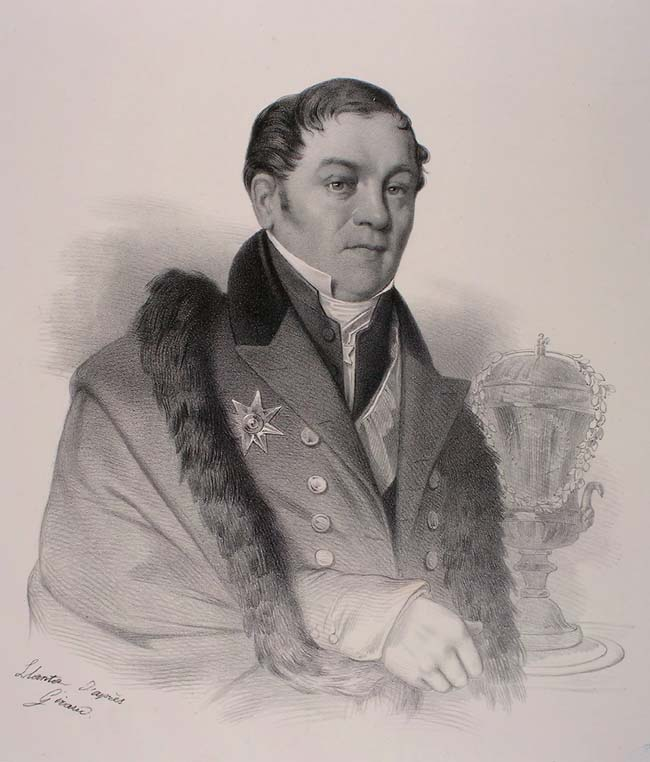
Johann Gotthelf Fischer von Waldheim

Johann Gotthelf Fischer von Waldheim (Russisch: Григорий Иванович Фишер фон Вальдгейм, Grigorij Ivanovitsj Fischer von Waldheim) (Waldheim, 13 oktober 1771 – Moskou, 18 oktober 1853) was een Duits-Russische natuuronderzoeker. 

## Biografie
Hij werd geboren in Waldheim, een klein dorp in Saksen, in 1771 als zoon van een linnenwever. Hij ging in Mainz naar de middelbare school. Daarna ging hij geneeskunde studeren in Leipzig. Daar promoveerde hij in 1798. Kort daarna keerde hij terug naar Mainz en werd daar docent in de Natuurlijke historie en bibliothecaris aan de Centralschule. Daarnaast was hij actief in de plaatselijke politiek. Hij was een vriend van Alexander von Humboldt met wie hij Wenen en Parijs bezocht. Hij studeerde in Parijs bij Georges Cuvier, de grondlegger van het vak paleontologie.
Fischer had vooral belangstelling van zoölogie. Hij schreef verhandelingen over onder andere de zwemblaas bij vissen en de anatomie van halfapen (maki's) (zie publicatielijst). Dankzij al deze studies werd hem in 1804 een leerstoel in de natuurlijke historie aangeboden in Moskou. Daar werd hij later directeur van het natuurhistorisch kabinet van de academie. In 1805 richtte hij het keizerlijk natuurhistorische genootschap van Moskou op (Russisch: Московское общество испытателей природы). Hij bleef daarvan lange tijd de vicevoorzitter.
In 1835 werd hij in de adelstand verheven en nam hij de naam "von Waldheim" aan, naar de plaats in Saksen waar hij geboren was. Hij stierf in 1853 in Moskou.
Zijn zoölogische afkorting is G. Fischer.

## Publicaties (selectie)

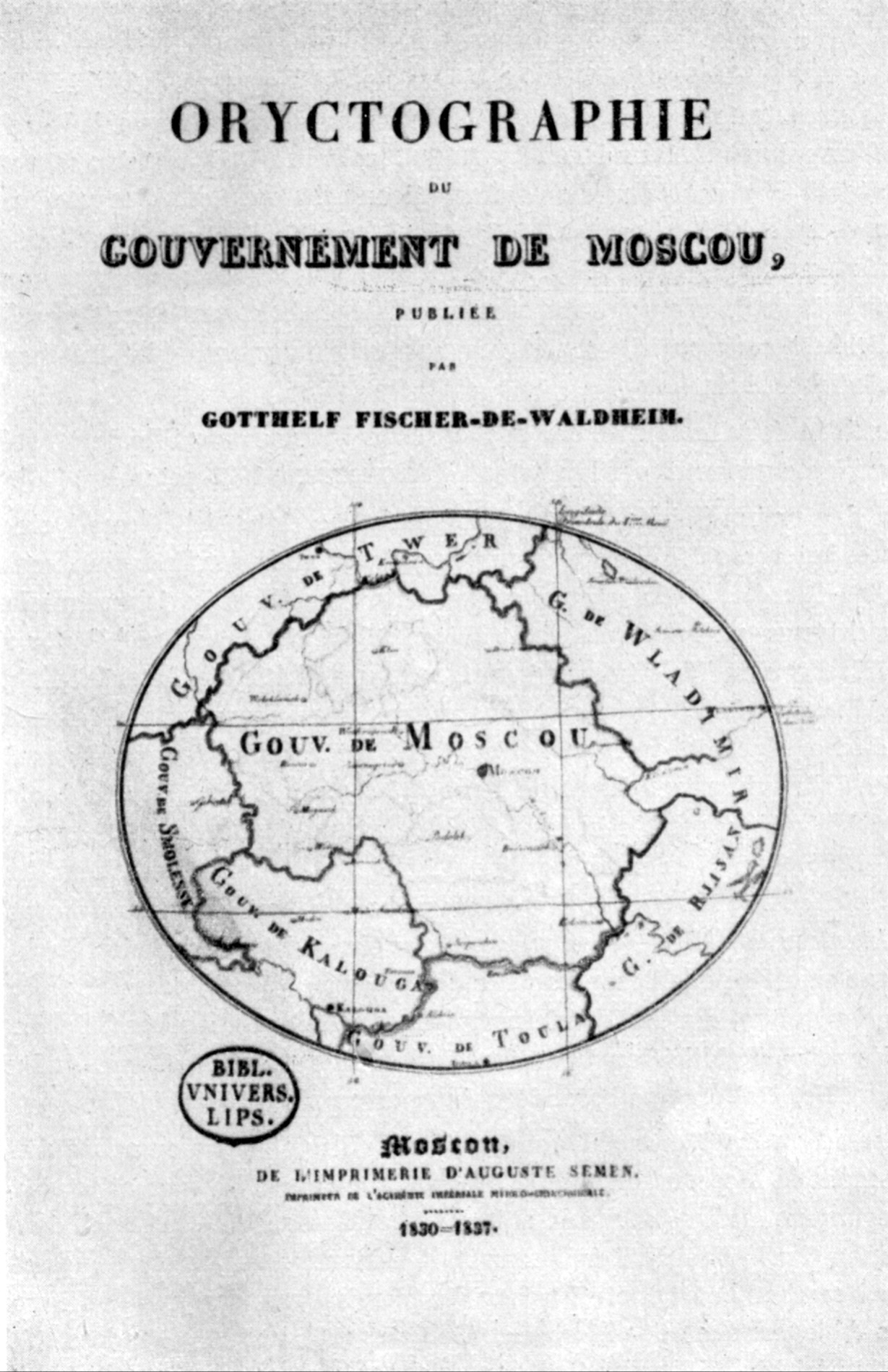
Oryctographie du gouvernement de Moscou, 1830-1837

- Versuch über die Schwimmblase der Fische, Leipzig 1795
- Mémoire pour servir d'introduction à un ouvrage sur la respiration des animaux, Parijs 1798
- J. Ingenhousz über Ernährung der Pflanzen und Fruchtbarkeit des Bodens aus dem Englischen übersetzt und mit Anmerkungen versehen von Gotthelf Fischer. Nebst einer Einleitung über einige Gegenstände der Pflanzenphysiologie von F. A. von Humboldt, Leipzig 1798
- Ueber die verschiedene Form des Intermaxillarknochens in verschiedenen Thieren, Leipzig 1800
- Beschreibung einiger typographischer Seltenheiten. Nebst Beyträgen zur Erfindungsgeschichte der Buchdruckerkunst, Mainz en Nürnberg 1800
- Naturhistorische Fragmente, Frankfurt am Main 1801
- Beschreibung typographischer Seltenheiten und merkwürdiger Handschriften nebst Beyträgen zur Erfindungsgeschichte der Buchdruckerkunst, Mainz rond 1801
- Essai sur les monuments typographiques de Jean Gutenberg, Mayençais, inventeur de l'imprimerie, Mainz 1801/1802
- Das Nationalmuseum der Naturgeschichte zu Paris, 1802
- Vorlesungen über vergleichende Anatomie, deutsche Übersetzung der Vorlesungen Georges Cuviers, Braunschweig 1801-1802
- Lettre au citoyen E. Geoffroy … sur une nouvelle espèce de Loris: accompagnée de la description d'un craniomètre de nouvelle invention, Mainz 1804
- Anatomie der Maki und der ihnen verwandten Thiere, Frankfurt am Main 1804
- Tableaux synoptiques de zoognosie, 1805
- Museum Demidoff, ou catalogue systématique et raisonné des curiosités etc. donnés a l'université de Moscou par Paul de Demidoff, Moskou 1806
- Muséum d'Histoire naturelle de l'université impériale de Moscou, 1806
- Notices sur les fossiles de Moscou, 1809-1811
- Notices d'un animal fossile de Sibérie, 1811
- Onomasticon du Système d'Oryctognoise, 1811
- Zoognosia tabulis synopticis illustrata, in usum prälectionum Academiae Imperialis Medico-Chirurgicae Mosquentis edita, Moskou 1813
- Observations sur quelques Diptères de Russie, 1813
- Adversaria zoologica, 1817-1823
- Entomographie de la Russie, Moskou 1820-1851
- Prodromus Petromatognosiae animalium systematicae, continens bibliographiam animalium fossilium, Moskou 1829-1832
- Oryctographie du gouvernement de Moscou, 1830-1837
- Bibliographia Palaeonthologica Animalium Systematica, Moskou 1834
- Einige Worte an die Mainzer, bei der Feierlichkeit des dem Erfinder der Buchdruckerkunst Johann Gutenberg in Mainz zu errichtenden Denkmals, Moskou 1836
- Recherches sur les ossements fossiles de la Russie, Moskou 1836-1839
- Spicilegium entomographiae Rossicae, Moskou 1844